# اچ‌ام‌ای‌اس والارو
اچ‌ام‌ای‌اس والارو (به انگلیسی: HMAS Wallaroo) یک کشتی بود که طول آن ۱۸۶ فوت (۵۷ متر) بود. این کشتی در سال ۱۹۴۲ ساخته شد.